# 錦江湾号

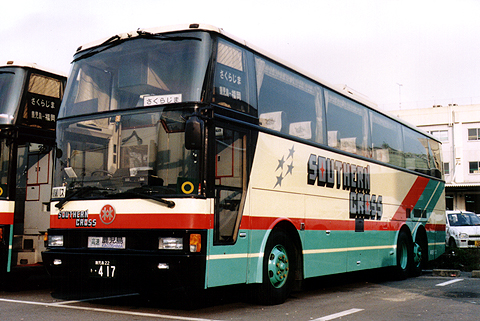
林田産業交通が「錦江湾号」専用車として投入していた日産ディーゼルスペースウィング（U-RD620UBN）

錦江湾号（きんこうわんごう）はかつて名古屋市の名鉄バスセンターと鹿児島市のいづろバスセンターの間を結んでいた高速バス路線である。
愛称の「錦江湾」は鹿児島湾の別名である。

## 概説
1991年4月に路線開設。名古屋-鹿児島間1090kmを結ぶ、名古屋・鹿児島からの高速バスとしては最長距離路線で、日本における高速バス路線の歴史全体でもはかた号に次ぐ長距離路線である。
当時最長距離のはかた号、3位のドリームふくふく号と比較して、車両に大きな特徴はなく、名古屋鉄道が専用車を1台用意した以外は各社とも他の夜行路線との共通運用とした。これは鹿児島側では3社とも参入したため、運行比率が下がったためである。特に林田産業交通は南海電気鉄道（当時）と共同運行していた鹿児島-大阪線と共通の車両としたため、車体には「SOUTHERN CROSS」とロゴが入っていた。
長距離路線と都市間の位置づけが仇となり、長続きせず、1996年12月1日に路線廃止となった。

## 運行会社
- 名古屋鉄道[1]
- 鹿児島交通[1]
- 南国交通[1]
- 林田産業交通（現・いわさきバスネットワーク）[1]

## 歴史
- 1991年4月27日 運行開始[1]。
- 1996年12月1日 路線廃止。

## 運行経路
名鉄バスセンター - 鹿児島空港南 - 天文館 - 西鹿児島南国日生ビル - いづろ高速バスセンター

## 所要時間
- 名鉄バスセンター - いづろ高速バスセンター 14時間20分

## 運賃
- 名鉄バスセンター - いづろ高速バスセンター 14,000円（往復25,000円）
- 名鉄バスセンター - 鹿児島空港南 13,500円（往復24,300円）

## 特記事項
- 運行開始の1991年頃には多客期に名古屋-西鹿児島間運転の臨時夜行特急「金星」を運行していた（同名の列車は1968年から1982年まで名古屋~博多間を運行した583系使用の寝台特急として定期運行していた）。
- 当系統廃止後、鹿児島3社の車両は他路線に転用されるが、それらの車両は老朽化のため2005年以降順次廃車となっている。
- 鹿児島交通便は14時間にも及ぶ超長距離路線であったにもかかわらず、途中の開放休憩なしの「拘束バス」であった。